# Société archéologique du Finistère
Pour les articles homonymes, voir SAF.
La Société archéologique du Finistère est une société savante fondée en 1845 par des érudits bretons, dissoute en 1859, et à nouveau recrée en 1873.
Elle a son siège à Quimper, chef-lieu du département du Finistère.

## Histoire
Le 27 mai 1845, des érudits bretons membres de l'Association Bretonne se réunissent à Quimper et créent en Finistère une section d'archéologie. Celle-ci se réunit à plusieurs reprises mais elle est dissoute par Napoléon III par arrêté du ministère de l'Intérieur du 1er avril 1859. Le baron Richard, préfet du Finistère, archéologue et bibliophile, réussit à préserver les collections finistériennes de la commission d'archéologie à laquelle il appartenait. L'Empire disparu, les anciens amis se retrouvent en 1872 et la Société archéologique du Finistère renaît le 15 avril 1873, sous la présidence d'Aymar de Blois. Elle n'a plus cessé depuis d'animer le vie culturelle du département.

## Objectifs
La Société archéologique du Finistère a pour but l'étude et la mise en valeur du passé proche ou lointain et des éléments du riche patrimoine architectural et archéologique présent dans le département du Finistère. 

## Activités
Ses activités principales sont constituées de :
- séances mensuelles dans les villes, grandes et petites, du Finistère où sont données des conférences sur l'art, l'histoire et l'archéologie de ce département;
- présentation d'ouvrages récents consacrés à ces thèmes;
- organisation à la belle saison, d'excursions permettant à ses adhérents de voir - ou de revoir, sous la conduite d'un(e) spécialiste reconnue(e) - des sites et des monuments remarquables de la région;
- depuis 1874, publication d'un bulletin annuel intitulé : Bulletin de la Société archéologique du Finistère, comportant des articles sur les avancées de la recherche historique, archéologique et linguistique, ainsi que des comptes rendus d'ouvrages.
- publication, sous forme de livres, de travaux inédits ou épuisés sur l'histoire du Finistère et de la Bretagne;
- création et mise à jour d'un site web qui lui est propre.

## Personnalités

### Présidents
- Aymar de Blois (1873-1874)
- Louis de Carné (1875-1876)
- Théodore Hersart de La Villemarqué (1876-1895)
- Maurice Halna du Fretay (1896)
- Jules Lemoine (1896-1897)
- Paul du Châtellier (1897-1911)
- Henri Bourde de La Rogerie (1911-1912)
- Jean-Marie Abgrall (1912-1922)
- Henri Waquet (1922-1958)
- Louis Ogès (1958-1964)
- Pierre-Jean Nédélec (1964-1969)
- René Daniel (1969-1978)
- Tanguy Daniel (1978-2000)
- Bernard Tanguy (2000-2004)
- Patrick Galliou (2004-2017)
- Yves Coativy (2017-2024)
- Christiane Prigent (2024-)

### Autres personnalités
- Auguste du Marhallac'h
- François-Marie Luzel
- Armand Corre
- Charles Armand Picquenard
- Henri Pérennès
- Charles Le Gall
- Yves-Pascal Castel